# Municipio de Byron (condado de Cass)
El municipio de Byron (en inglés: Byron Township) es un municipio ubicado en el condado de Cass en el estado estadounidense de Minnesota. En el año 2010 tenía una población de 144 habitantes y una densidad poblacional de 1,55 personas por km².

## Geografía
El municipio de Byron se encuentra ubicado en las coordenadas 46°30′8″N 94°42′55″O / 46.50222, -94.71528. Según la Oficina del Censo de los Estados Unidos, el municipio tiene una superficie total de 92.94 km², de la cual 92,49 km² corresponden a tierra firme y (0,49 %) 0,46 km² es agua.

## Demografía
Según el censo de 2010, había 144 personas residiendo en el municipio de Byron. La densidad de población era de 1,55 hab./km². De los 144 habitantes, el municipio de Byron estaba compuesto por el 95,83 % blancos, el 4,17 % eran amerindios. Del total de la población el 0,69 % eran hispanos o latinos de cualquier raza.